# 令子女王
令子女王（よしこじょおう、1933年〈昭和8年〉2月14日 - 1937年〈昭和12年〉10月25日）は、日本の皇族。伏見宮博恭王の第1王男子・博義王の第2王女子。身位は女王で、皇室典範における敬称は殿下であった。

## 生涯
1933年（昭和8年）2月14日午前11時30分、伏見宮邸において博義王と同妃朝子の第2女子として誕生。御七夜の2月20日に「令子」と命名された。
1937年（昭和12年）10月21日、感冒から気管支喘息に伴う肺炎を発症し、10月25日午前2時15分に伏見宮邸で薨去した。満4歳、数え年5歳の短い生涯だった。
同年10月29日、豊島岡墓地にて斂葬の儀が執り行われ、午後2時31分に終了した。

## 家族
- 父：博義王
- 母：博義王妃朝子
- 兄弟：光子女王 - 伏見宮博明王 - 令子女王 - 章子女王

## 系譜
| 令子女王 | 父: 博義王 | 祖父: 博恭王（伏見宮） | 曾祖父: 貞愛親王（伏見宮） |
| 令子女王 | 父: 博義王 | 祖父: 博恭王（伏見宮） | 曾祖母: 河野千代子         |
| 令子女王 | 父: 博義王 | 祖母: 経子             | 曾祖父: 徳川慶喜           |
| 令子女王 | 父: 博義王 | 祖母: 経子             | 曾祖母: 新村信             |
| 令子女王 | 母: 朝子   | 祖父: 一条実輝         | 曾祖父: 四条隆謌           |
| 令子女王 | 母: 朝子   | 祖父: 一条実輝         | 曾祖母: 四条春子           |
| 令子女王 | 母: 朝子   | 祖母: 一条悦子         | 曾祖父: 細川護久           |
| 令子女王 | 母: 朝子   | 祖母: 一条悦子         | 曾祖母: 宏姫               |